# Zamora–La Coruña-vasútvonal
A Zamora–La Coruña-vasútvonal egy 453 km hosszúságú, villamosított, 1 668 mm nyomtávolságú vasútvonal Zamora és La Coruña között Spanyolországban.
1941-ben, a spanyolországi vasútvonalak államosításával a vonal a Renfe kezébe került. 2004. december 31-től a Renfe Operadora üzemelteti a vonalat, míg az ADIF a vasúti infrastruktúra tulajdonosa. Vonalszáma a 822-es.

## Története

### Háttér
A vonal előzményei a spanyol kormány által 1855-ben és 1857-ben kiadott több jogszabályban találhatók, amelyek egy Madrid és Vigo kikötője közötti, Zamora és Orense érintésével megvalósítandó sugárirányú vasútvonal építését irányozták elő A General del Norte vonal megépítése, amely 1860-ban érte el Medina del Campót, és 1863-ban kapcsolódott Madridhoz, lehetővé tette Zamora elérését a következő évben. Ezzel tovább lehetett menni Orense felé. Ez azonban nem így történt, mivel 1864. április 25-én egy mérnöki bizottság határozatot adott ki, amely határozottan ellenezte a meghosszabbítást két fő okból: a nagyon kedvezőtlen orográfia és a 2000 főnél nagyobb lakosságú köztes települések hiánya miatt. Alternatívaként azt is felvetették, hogy az északi, Astorgán keresztül történő meghosszabbítás lehetővé tenné Galícia északi bejáratához való csatlakozást, így a déli rövidítés csak 20 kilométer lenne. A bizottság úgy vélte, hogy az Orense-Zamora szakasz "Spanyolország egyik legnehezebb szakasza lenne, beleértve az asztúriai vasút Pajares-hágóján való leereszkedést is". A kormány e kilátásokkal szembesülve úgy döntött, hogy félreteszi a projektet.

### Építés
1926-ban, Primo de Rivera diktatúrájának közepén elfogadták a Guadalhorce-tervet, amely új vasútvonalak létrehozásával igyekezett javítani a vasúthálózatot, és a közmunkáknak köszönhetően csökkenteni a munkanélküliséget. Így született újjá a Zamora és Orense közötti kapcsolat, amelyet Santiago de Compostela és La Coruña felé is meghosszabbítanának, mivel Vigót már összekötötték Orensevel. Miután a Zamora-La Coruña útvonalat jóváhagyták, a következő évben megkezdődtek a munkálatok. Négy szakaszra osztották fel: Zamora-Puebla de Sanabria, Puebla de Sanabria-Orense, Orense-Santiago de Compostela és Santiago de Compostela-La Coruña. A vonal főmérnöke José Fernández-España Vigil volt, aki nem sokkal a munkálatok megkezdése után autóbalesetben meghalt.
Ennek ellenére ez az útvonal továbbra is kétségeket ébresztett a vezetőkben, amelyeket a Guadalhorce-tervnek a második köztársaság 1931-es kikiáltása utáni hatályon kívül helyezése és az 1929-es gazdasági válság következményei tápláltak. Nem volt hiány olyan véleményekből sem, mint például José Eugenio Riberáé, aki úgy vélte, hogy az építkezés túlságosan sokba kerül az államkasszának és nem egyértelmű a haszna. Mindez a kiadások csökkentését és a munkálatok leállítását eredményezte, ami jelentős feszültséget generált a munkásosztály és a kormány között, ami tiltakozások, tüntetések és sztrájkok formájában öltött testet, amelyekben még egy orense-i fiatalember is meghalt. A nyomás hatására a kormány úgy döntött, hogy engedélyezi a munkálatok folytatását, de a finanszírozást a helyi közigazgatásra (városi és tartományi tanácsok) bízta, ami jelentősen csökkentette az építkezés ütemét, amely végül a polgárháború 1936-os kitörése után teljesen leállt.
A háború befejezése után a Franco-diktatúra új kormánya 1939. november 9-én rendeletet adott ki, amelyben elrendelte a munkálatok sürgős újraindítását. Bár pénzhiányban szenvedtek, a munkaerőt kényszermunkára ítélt köztársasági foglyokkal erősítették meg, akik a carrilanos gúnynevet kapták (a vonal munkásait a szekérről nevezték így el, amellyel a kevés tulajdonukat szállították). Fokozatosan elkészült az útvonal néhány legfontosabb infrastruktúrája, mint például az 5,8 km hosszúságú Padornelo-alagút és a Tajó folyó feletti viadukt. 1943. április 14-én adták át a Santiago és La Coruña közötti szakaszt, majd 1952. szeptember 23-án a Zamora-Puebla de Sanabria, 1957. július 1-jén az Orense-Carballino, végül 1958. szeptember 8-án a Carballino-Orense szakaszt. Még aznap egy vonat, élén egy Alco 1801-es mozdonnyal, számos hatóság, köztük Francisco Franco diktátor jelenlétében felavatta a teljes vonalat. Ezzel véget ért egy több mint három évtizedig tartó munka, amelyen 15 000 ember dolgozott, 14 viaduktot és 182 alagutat megépítve, 692 000 köbméter betont felhasználva és több mint 19 900 000 köbméter földet eltávolítva, mindezt meglehetősen bizonytalan eszközökkel és számos munkahelyi baleset mellett.

### Evolúció
A 21. század elején a Santiago-La Coruña szakaszon az Olmedo-Zamora-Galícia nagysebességű vasútvonal építési munkálatainak részeként jelentős módosításokat hajtottak végre. Az egyvágányú vonalat kétvágányúvá építették át, majd később 25 kV 50 Hz-es áramrendszerrel villamosították. Még mindig ibériai nyomtávolságú, de a nemzetközi normál nyomtávra való átállítás megkönnyítése érdekében többcélú beton-keresztaljakat építettek be. A munkálatok 2001-ben kezdődtek és 2011-ben fejeződtek be.